# Chromadora cincta
Chromadora cincta är en rundmaskart som beskrevs av Johnson 1938. Chromadora cincta ingår i släktet Chromadora och familjen Chromadoridae. Inga underarter finns listade i Catalogue of Life.